# ابراهیم عبد الهادی
ابراهیم عبد الهادی (عربی: إبراهيم عبد الهادي; ۱ ژانویهٔ ۱۸۹۶ – ۱ ژانویهٔ ۱۹۸۱) یک سیاست‌مدار و نخست‌وزیر مصر از دسامبر ۱۹۴۸ تا ۲۵ ژوئیه ۱۹۴۹ بود. او از بنیان‌گذاران حزب السعدی بود.